# Matična plošča
Matična plošča (angleško motherboard (pogovorna kratica mobo), tudi mainboard, system board, planar board ali logic board) je osnovno tiskano vezje v osebnem računalniku (PC). Na matično ploščo se vstavijo oziroma se priključijo vse ostale komponente: razširitvene kartice (npr.: grafična), procesor, zunanji pomnilnik in RAM pomnilnik. Matična plošča vsebuje tudi priključke za mnoge vmesnike (npr.: miškin, tipkovničin, USB, zaporedni, tiskalniški ...). 
Najpomembnejši sestavni del matične plošče je sistemski nabor, kateri povezuje ostale komponente med seboj. Sistemski nabor določa zmogljivosti matične plošče. Po navadi je razdeljen na dva dela, severni in južni most. Severni most skrbi za komunikacijo procesorja s pomnilnikom, ter pomembnejšimi razširitvenimi vmesniki, kot so konvencionalni PCI, AGP in PCIe. Severni most ima po navadi le eno PCI vodilo, ki je povezano na južni most. Južni most skrbi za V/I naprave, kot so PCI, IDE, FDD, LAN, SCI, PS/2, AC97, USB, LPT in drugi vmesniki. Naprave priključene na matično ploščo so povezane z vodili, ki so ali paralelna ali pa serijska. Trenutni trendi se nagibajo v smer serijskih prenosov, le pri povezavi pomnilnika še vedno prevladujejo paralelni prenosi, ki omogočajo veliko večje prenose podatkov kot serijski.

### Komponente matične plošče micro-ATX
1. Priključek napajalnika 8-pin ATX 12V
2. Priključek za CPU ventilator oz. vodno hlajenje
3. Reže za bralno pisalni pomnilnik (angleško RAM)
4. Priključek napajalnika 24-pin ATX
5. Priključek za USB 3.1 Gen1
6. Štiri SATA3 priključki za HDD/SSD/ODD
7. Priključek za sistemsko ploščo (angleško System Panel Header)
8. Sistem za vdor v ohišje
9. Priključki za ventilatorje za ohišje
10. Priključka za LED
11. Avdio priključek
12. Zvočni čip
13. CMOS baterija
14. BIOS in RAM modil
15. Podnožje za procesor
16. Sistemski (vezni) nabor (angleško chipset)
17. Vhodno - izhodni (vmesniški) čip
18. PCI-e reže
19. Priključek za M.2 SSD
20. Priključki za priklop zunanjih naprav

## Format matične plošče
Format pomeni velikost matične plošče in razpored sestavin na njej. Ohišje in napajalnik osebnega računalnika se morata ujemati s formatom matične plošče. Trenutno (2020) prevladujejo standardne matične plošče formata ATX (angleško Advanced Technology eXtended) velikosti 305 × 244 mm. Poznamo pa še:
- EATX (305 × 330 mm)
- Micro-ATX (244 × 244 mm)
- Mini-ITX (170 × 170 mm)
- Nano-ITX (120 × 120 mm)
- Pico-ITX (100 × 72 mm)
- Mobile-ITX (75 × 45 mm)